# Tajfun (nowela)
Tajfun (Typhoon) – nowela Josepha Conrada, opublikowana w 1902 najpierw w odcinkach, a następnie w postaci książkowej, a potem włączona do tomu Tajfun i inne opowiadania (Typhoon and Other Stories, 1903). 
Pierwsze polskie tłumaczenie ukazało się w 1926 nakładem Towarzystwa Księgarzy Polskich na Kresach w przekładzie Jerzy Bohdan Rychlińskiego, potem tłumaczyła utwór także Halina Najder oraz Michał Filipczuk (wyd. Zielona Sowa 2000).

## Fabuła
Utwór opowiada o zmaganiach statku Nan-Shan dowodzonego przez kapitana MacWhirra z wyjątkowo silną morską burzą. Pozornie prosty utwór o tematyce marynistycznej, w rzeczywistości jest tekstem o naturze ludzkiej. Załoga statku, a szczególnie kapitan w obliczu zagrożenia mają okazję sprawdzić się i nie dać się pokonać żywiołowi. Kapitan, który od wielu lat pracuje na morzu, ale którego wiedza o tajfunach pochodzi głównie z podręczników, „podejmuje wyzwanie rzucone mu przez los, sam chce «dotknąć» i nazwać to, co nieznane”.